# Elecciones al Parlamento Europeo de 2004 (Dinamarca)
En las elecciones al Parlamento Europeo de 2004 en Dinamarca, celebradas en junio, se escogió a los representantes de dicho país para la sexta legislatura del Parlamento Europeo. El número de escaños asignado a Dinamarca pasó de 16 a 14.

## Resultados
| Datos de participación | Datos de participación | Datos de participación |
| ---------------------- | ---------------------- | ---------------------- |
| Censo electoral        | 4.012.663              | 100%                   |
| Votantes               | 1.921.541              | 47,9                   |
| Abstención             | 2.091.122              | 52,1                   |
| Válidos                | 1.894.346              |                        |
| A candidatura          | 1.894.022              | 100,0                  |

| ← Elecciones al Parlamento Europeo de 2004 → |         |       |         |
| Partido                                      | Votos   | %     | Escaños |
| Socialdemócratas (S)                         | 618.409 | 32,65 | 5       |
| Venstre (V)                                  | 366.734 | 19,36 | 3       |
| Partido Popular Conservador (KF)             | 214.902 | 11,35 | 1       |
| Movimiento de Junio (Juni B.)                | 171.927 | 9,08  | 1       |
| Partido Popular Socialista (SF)              | 150.518 | 7,95  | 1       |
| Partido Popular Danés (DF)                   | 128.789 | 6,80  | 1       |
| La Izquierda Radical (RV)                    | 120.473 | 6,36  | 1       |
| Movimiento Popular Contra la UE (Folk B.)    | 97.986  | 5,17  | 1       |
| Demócratas Cristianos (KD)                   | 24.284  | 1,28  | 0       |